# All Apologies
"All Apologies" là một bài hát của ban nhạc người Mỹ Nirvana. Đây là bài hát thứ 12 và cũng là bài cuối cùng trong album In Utero phát hành năm 1993 và là đĩa đơn thứ 2 (cùng với bài "Rape Me").

## Lịch sử
Thường được xem như swan song, "All Apologies" thực sự đã được viết vào năm 1990, bốn năm trước khi tác giả của nó là Kurt Cobain chết và sự tan rã tiếp đó của Nirvana.
Phiên bản thu trong phòng sớm nhất được biết đến của bài hát là bản thu âm do Craig Montgomery thực hiện vào ngày 1 tháng 1 năm 1991 ở Seattle, Washington. Lời bài hát và cấu trúc của nó đã được điều chỉnh nhiều lần vào hai năm tiếp theo. Phiên bản mới nhất của bài hát, bao gồm cả phiên bản thu âm trong studio vào năm 1991 thậm chí còn sổ sung thêm điệp khúc.
Album In Utero được thu âm vào tháng 2 năm 1993 bởi Steve Albini ở Cannon Falls, Minnesota. Trong phiên bản này có Kera Schaley chơi cello. Nó đã được Scott Litt cho thu âm lại cùng với bài "Heart-Shaped Box" và sau đó là bài "Pennyroyal Tea". "Bất cứ bản thu âm nào do Albini thực hiện mà tôi đã từng nghe, lời hát đều quá bé" Cobain phàn nàn trong cuộc phỏng vấn với tờ Guitar World vào năm 1993.
"All Apologies" được phát hành song song với "Rape Me" trong album In Utero như là bài hát thứ hai. Phiên bản Unplugged, mà có Lori Goldston chơi cello, có trong album năm 1994 MTV Unplugged in New York của ban nhạc, và trong album tổng hợp các bài hát hay nhất tên là Nirvana, được phát hành năm 2002 của họ.
Bản demo có trong hộp đĩa của ban nhạc vào năm 2004, With the Lights Out, và có trong album biên tập năm 2005, Sliver: The Best of the Box. Bài hát không có phần lời kết thúc nhưng nó có một cấu trúc hoàn chỉnh, có thể nó đã được thu âm vào năm 1992.

## Ý nghĩa bài hát
Giống như nhiều bài hát khác của Nirvana, "All Apologies" dã được xác định là không có nhiều ý nghĩa đặc biệt.
Phiên bản thu trong studio tháng 1 năm 1991 như đã nói ở trên có nhịp nhẹ nhàng theo trông lục lạc, có thể phỏng đoán rằng lúc đầu Cobain định sáng tác bài hát chỉ đơn giản là một bài hát nhạc pop dễ nhớ, có thể mang phong cách ban đầu bài hát của Beatles. Vào thời gian nó được thu âm cho album In Utero, bài hát đã có âm trầm hơn, và làm cho lời điệp khúc của bài hát là "In the sun I feel as one - married/ buried."
Người ta nói rằng Cobain đã sáng tác "All Apologies" cho vợ anh là Courtney Love và cô con gái Frances Bean trong buổi công diễn của Nirvana tại Reading Festival vào năm 1992.

## Các phiên bản hát lại
"All Apologies" đã được các nghệ sĩ, ban nhạc sau hát lại:
- Ca sĩ Sinéad O'Connor người Ai Len
- Nhạc sĩ nhạc jazz Mỹ Herbie Hancock
- Ban nhạc punk rock Canada D.O.A.
- Ban nhạc Christian rock dc Talk
- Ban nhạc rock Anh Placebo
- Ban nhạc punk Mỹ Finch
- Ban nhạc Pháp Aston Villa
- Ca sĩ, nhạc sĩ Anh Kathryn Williams
- Ban nhạc rock Mỹ Yellowcard.

Phiên bản của ban nhạc được Talk đã thay lời "Everyone is gay" với lời mới là "Jesus is the way."

## Thông tin thêm
- "All Apologies" chính thức được đề cử Giải Grammy cho Trình diễn Song ca / Nhóm nhạc Rock Xuất sắc nhất vào năm 1995, nhưng đã bị trượt bởi ban nhạc Aerosmith với bài "Crazy".
- Số 3 trong "20 bài hát hay nhất của Nirvana" của tạp chí NME (2004)
- Số một trong "10 bài hát hay nhất của Nirvana" của tạp chí Q (2004)
- Số 455 trong bình chọn "500 bài hát vĩ đại nhất" của tạp chí Rolling Stone (2004)

## Thứ tự bài hát trong đĩa
1. A. "All Apologies" (Cobain) - 3:50
2. A. "Rape Me" (Cobain) - 2:49
3. B. "Moist Vagina" (Cobain) - 3:34

Một vài phiên bản của đĩa ghi bài "Moist Vagina" thành "MV."

## Vị trí trong bảng xếp hạng
| Bảng xếp hạng (1993/1994)            | Vị trí cao nhất |
| ------------------------------------ | --------------- |
| Anh Quốc (OCC)                       | 32              |
| Bỉ (Ultratop 50 Flanders)            | 43              |
| Canada RPM Singles Chart             | 41              |
| Ireland (IRMA                        | 20              |
| New Zealand (Recorded Music NZ)      | 32              |
| Pháp (SNEP)                          | 20              |
| Hoa Kỳ Radio Songs (Billboard)       | 45              |
| Hoa Kỳ Alternative Songs (Billboard) | 1               |
| Hoa Kỳ Mainstream Rock (Billboard)   | 4               |
| Úc (ARIA)                            | 58              |